# Singapore thuộc Malaysia
Singapore (tiếng Mã Lai: Singapura), tên chính thức là Bang Singapore (tiếng Mã Lai: Negeri Singapura), là một trong 14 tiểu bang của Malaysia từ năm 1963 đến năm 1965. Malaysia được thành lập vào ngày 16 tháng 9 năm 1963 thông qua việc sáp nhập Liên bang Mã Lai với các thuộc địa cũ của Anh là Bắc Borneo, Sarawak và Singapore. Sự kiện này đánh dấu sự kết thúc của 144 năm cai trị của Anh tại Singapore, bắt đầu bằng việc thành lập Singapore hiện đại bởi Ngài Stamford Raffles vào năm 1819. Vào thời điểm sáp nhập, đây là bang nhỏ nhất Malaysia tính theo diện tích đất liền, nhưng lại lớn nhất tính theo dân số.
Liên minh này không ổn định do sự nghi ngờ và sự khác biệt về ý thức hệ giữa các nhà lãnh đạo Singapore và chính quyền trung ương ở Kuala Lumpur. Họ thường bất đồng quan điểm về tài chính, chính trị và chính sách chủng tộc. Singapore tiếp tục phải đối mặt với những hạn chế thương mại đáng kể mặc dù đã được cam kết về một thị trường chung để đổi lấy một phần lớn doanh thu thuế, và đã trả đũa bằng cách ngừng cho Sabah và Sarawak vay. Trong chính trị, Tổ chức Dân tộc Mã Lai Thống nhất (UMNO) có trụ sở tại Malaysia và Đảng Hành động Nhân dân (PAP) của Singapore đã tham gia vào các đấu trường chính trị của nhau, mặc dù trước đó đã có thỏa thuận không làm như vậy. Những điều này dẫn đến các cuộc bạo loạn chủng tộc lớn ở Singapore vào năm 1964, được cho là (ít nhất là một phần) do sự kích động của UMNO và tờ báo liên kết Utusan Melayu nhằm thực hiện hành động tích cực cho cộng đồng người Mã Lai ở Singapore.
Những sự bất hòa đã lên đến đỉnh điểm khi Thủ tướng Malaysia Tunku Abdul Rahman quyết định trục xuất Singapore khỏi Liên bang, và vào ngày 9 tháng 8 năm 1965, Singapore đã giành được độc lập.

## Tiền đề của sự sáp nhập
Các chính trị gia Singapore, bắt đầu với David Marshall vào năm 1955, đã nhiều lần đề nghị Tunku Abdul Rahman về việc sáp nhập vào Liên bang, nhưng đã liên tục bị từ chối. Mối quan tâm chính của Tunku là nhu cầu duy trì sự cân bằng chủng tộc trong Liên bang, vị thế của UMNO trong Đảng Liên minh và sự thống trị chính trị của người Mã Lai. Việc bao gồm Singapore với dân số người Hoa đông đảo sẽ khiến người Hoa (3,6 triệu người) đông hơn 3,4 triệu người Mã Lai trong liên minh mới và khiến liên minh này "gặp rủi ro".
Đi đôi với rủi ro này là nỗi sợ hãi lớn hơn của ông về một Singapore độc lập bên ngoài liên bang, đặc biệt là nếu quốc gia này nằm dưới sự kiểm soát của một chính phủ không thân thiện. Là một phần của quá trình phi thực dân hóa và tăng cường sự tách rời của Anh khỏi Mã Lai, các cuộc đàm phán hiến pháp về quyền tự quản cho Singapore giữa Bộ Thuộc địa Anh (Colonial Office) tại Luân Đôn và Hội đồng Lập pháp Singapore đã hình thành nên Hiến pháp Nhà nước Singapore năm 1958 và một Hội đồng Lập pháp gồm 51 ghế được bầu cử đầy đủ và tự quản vào năm 1959. Tunku lo ngại rằng vòng đàm phán hiến pháp tiếp theo sẽ trao cho Singapore nhiều quyền độc lập hơn nữa và đẩy hòn đảo này ra khỏi sự ảnh hưởng của ông hoặc Anh; như các quan chức Anh đã nói, một 'bức màn batik' sẽ phủ xuống Eo biển Johor, vượt ra ngoài phạm vi đó các thành phần chính trị và thậm chí có thể là một thứ tương tự 'Cuba cộng sản' sẽ tập hợp sức mạnh. Nỗi sợ hãi này ngày càng trở nên thực tế hơn đối với Tunku sau ngày 29 tháng 4 năm 1961 khi Vương Vĩnh Nguyên (王永元) của Đảng Nhân dân Thống nhất cánh tả đánh bại ứng cử viên PAP tại cuộc bầu cử bổ sung tại Hong Lim.
Tunku cũng lo ngại về Indonesia, một quốc gia khổng lồ khác trong khu vực, dưới thời Dân chủ hướng dẫn (Demokrasi Terpimpin) của Sukarno, ngày càng trở nên theo chủ nghĩa dân tộc và bành trướng, thực hiện các hành động mang tính khu vực như giải phóng Tây New Guinea.
Với những cân nhắc này trong đầu, và mặc dù vào thời điểm đó chưa rõ ràng, Tunku đã cân nhắc đến việc sáp nhập từ tháng 6 năm 1960. Tại một cuộc họp của các Thủ tướng của Khối thịnh vượng chung, ông đã đề cập với Ngài Perth của Bộ Thuộc địa rằng ông sẵn sàng sáp nhập nếu một 'Thiết kế vĩ đại' bao gồm không chỉ Singapore mà còn cả Borneo thuộc Anh có thể được đưa ra như một loại thỏa thuận trọn gói. Điều này không chỉ mang lại lợi ích to lớn cho lãnh thổ, tài nguyên và dân số dưới sự kiểm soát của ông mà sự kết hợp giữa người dân bản địa Borneo và người Mã Lai Bán đảo (gọi chung là Bumiputera) sẽ cân bằng với số lượng người Hoa Singapore ngày càng tăng.
Vào ngày 27 tháng 5 năm 1961 tại Hiệp hội Phóng viên Nước ngoài Đông Nam Á, Tunku tuyên bố rằng một mối quan hệ chặt chẽ hơn giữa Mã Lai, Singapore và các vùng lãnh thổ Borneo là một khả năng rõ ràng. Hơn nữa, ông không chỉ kêu gọi một liên minh thuế quan mà còn là một liên minh hoàn chỉnh thành một thực thể chính trị duy nhất, Liên bang Malaysia.

### Hiệp định Malaysia
Các điều khoản cụ thể của Singapore bao gồm:
- Singapore sẽ giữ quyền kiểm soát về giáo dục và lao động. Quốc phòng, đối ngoại và an ninh nội bộ sẽ nằm dưới quyền quản lý của chính quyền liên bang[13]
- Singapore sẽ chỉ có 15 ghế trong quốc hội liên bang thay vì 25 ghế (như được hưởng theo quy mô cử tri của nước này) để đổi lấy quyền tự chủ gia tăng này[13]
- Singapore sẽ trả 40% tổng lợi tức cho chính quyền liên bang. Chính phủ sẽ giải ngân khoản vay 150 triệu đô la cho các vùng lãnh thổ Borneo, trong đó hai phần ba sẽ không tính lãi trong năm năm. Một thị trường chung sẽ được thực thi trong vòng mười hai năm.[14][15]
- Công dân Singapore sẽ trở thành công dân Malaysia trong khi vẫn được giữ quốc tịch Singapore, nhưng họ chỉ có thể bỏ phiếu tại Singapore.[16]

## Việc sáp nhập
Việc sáp nhập ban đầu được lên kế hoạch diễn ra vào ngày 31 tháng 8 năm 1963 để trùng với ngày độc lập chính thức của Mã Lai. Tuy nhiên, Tunku Abdul Rahman đã hoãn lại đến ngày 16 tháng 9 năm 1963 để sắp xếp cho phái đoàn Liên hợp quốc tới Bắc Borneo và Sarawak nhằm đảm bảo rằng họ thực sự muốn sáp nhập, do Indonesia phản đối việc thành lập Malaysia.
Tuy nhiên, vào ngày 31 tháng 8 năm 1963 (Ngày Quốc khánh Malaysia ban đầu), Lý Quang Diệu đã đứng trước đám đông tại sân cricket Padang ở Singapore và đơn phương tuyên bố Singapore độc lập. Vào ngày 16 tháng 9 năm 1963, cũng là ngày sinh nhật lần thứ bốn mươi của Lý Quang Diệu, ông một lần nữa đứng trước đám đông tại Padang và lần này tuyên bố Singapore sẽ là một phần của Malaysia. Cam kết lòng trung thành của mình với chính quyền Liên bang trung ương, Tunku và các đồng nghiệp của ông, Lý đã yêu cầu một mối quan hệ danh dự giữa các tiểu bang và Chính quyền Trung ương, một mối quan hệ giữa những người anh em, chứ không phải là mối quan hệ giữa chủ và tớ.

## Lý do sáp nhập

### Độc lập khỏi Anh Quốc
Singapore sáp nhập với Mã Lai để giành độc lập khỏi chính quyền thực dân Anh. Cách đối xử của người Anh đối với người dân bản địa kể từ khi Anh xâm chiếm và thống trị Singapore từ năm 1819 và việc Anh không bảo vệ Singapore trước cuộc xâm lược của Nhật Bản vào tháng 2 năm 1942 đã dẫn đến sự thù địch và khinh miệt đối với chế độ thực dân Anh trong những năm sau chiến tranh. Những tình cảm này lên đến đỉnh điểm bằng các cuộc đình công và bạo loạn ở Singapore, chẳng hạn như cuộc bạo loạn xe buýt Hock Lee và cuộc bạo loạn chống nghĩa vụ quân sự quốc gia vào những năm 1950. Bằng cách sáp nhập với Mã Lai, người Anh sẽ không thể sử dụng mối đe dọa cộng sản làm cái cớ để tiếp tục cai trị Singapore. Chỉ có việc sáp nhập với Mã Lai mới giải phóng Singapore khỏi ách thống trị của thực dân Anh và trao cho đất nước này nền độc lập tuyệt đối khỏi người Anh.

### An ninh kinh tế
Ngoài ra, việc sáp nhập này cũng liên quan đến vấn đề kinh tế. Singapore phải đối mặt với vấn đề thất nghiệp nghiêm trọng vào đầu những năm 1960. Bằng cách sáp nhập với Mã Lai, Singapore tin rằng có thể vượt qua được cuộc khủng hoảng thất nghiệp. Thất nghiệp trở thành vấn đề nghiêm trọng nhất đối với chính quyền PAP khi nắm quyền điều hành Singapore vào năm 1959. Việc thiếu tài nguyên thiên nhiên, tỷ lệ biết chữ thấp của người dân bản địa và thiếu vùng nội địa đã khiến tình trạng thất nghiệp ở Singapore tăng vọt vào đầu những năm 1960.
Mã Lai là một đất nước rộng lớn, có nhiều tài nguyên thiên nhiên. Singapore mong muốn tận dụng lợi thế kinh tế của Mã Lai bằng cách đề xuất một chiến lược thị trường chung có thể mang lại lợi ích chung cho cả hai quốc gia. Chính quyền PAP tin rằng việc sáp nhập cũng sẽ mang đến cho người dân địa phương nhiều cơ hội tìm được việc làm ở Malaya và do đó giảm bớt vấn đề thất nghiệp dai dẳng ở Singapore, giúp PAP tiếp tục nắm quyền cai trị ở Singapore.

### Chống cộng sản
Việc sáp nhập này cũng nhằm mục đích ngăn chặn chủ nghĩa cộng sản ở cả Singapore và Mã Lai. Tình trạng khẩn cấp do Anh áp đặt ở Singapore và Mã Lai từ năm 1948 đến năm 1960 phản ánh sức mạnh của phong trào cộng sản, những người đang đấu tranh để lật đổ ách thống trị của Anh ở Singapore và Mã Lai và thay thế bằng một chính phủ cộng sản. Tình trạng khẩn cấp đã được dỡ bỏ vào năm 1960, nhưng làn sóng chống cộng ở Đông Nam Á vẫn còn. Mã Lai muốn thông qua sự sáp nhập này nhằm củng cố sức mạnh của mình và khu vực trong cuộc chiến chống lại ảnh hưởng của chủ nghĩa cộng sản.

## Sau khi sáp nhập

### Bất đồng kinh tế
Chính phủ Singapore và chính phủ liên bang có những bất đồng về quan điểm liên quan các vấn đề kinh tế. Theo Hiệp định Malaysia, Singapore đồng ý đóng góp 40% tổng lợi tức của mình cho chính quyền liên bang và cung cấp các khoản vay không tính lãi cho Sabah và Sarawak để đổi lấy việc thành lập một thị trường chung. Tuy nhiên, vào tháng 7 năm 1965, Bộ trưởng Tài chính Malaysia Trần Tu Tín (Tan Siew Sin, 陈修信) đã đề xuất tăng mức đóng góp lên 60% và ám chỉ rằng "nếu Singapore không đồng ý trả nhiều hơn thì thị trường chung sẽ chậm phát triển". Bộ trưởng Tài chính Singapore, Ngô Khánh Thụy đã bác bỏ điều này và cáo buộc Kuala Lumpur áp thuế đối với các sản phẩm sản xuất tại Singapore. Cả hai bên cũng bất đồng về việc phân bổ khoản vay, nhưng cuối cùng đồng ý để Ngân hàng Thế giới phân xử.

### Bất đồng chính trị
Chính phủ Liên bang Malaysia, do Tổ chức Dân tộc Mã Lai Thống nhất (UMNO) lãnh đạo, lo ngại rằng chừng nào Singapore còn là một bang của Malaysia, chính sách hành động tích cực của bumiputera dành cho người Mã Lai và người bản địa sẽ bị phá hoại và do đó đi ngược lại chương trình nghị sự giải quyết sự chênh lệch kinh tế giữa các nhóm chủng tộc. Quan điểm này xung đột với những lời cam kết liên tục của PAP về một "Malaysia của người Malaysia"; nói cách khác, chính phủ Malaysia sẽ đối xử bình đẳng với mọi chủng tộc, phục vụ công dân Malaysia mà không phân biệt điều kiện kinh tế của bất kỳ chủng tộc cụ thể nào. Một yếu tố khác, nếu Singapore vẫn còn trong Liên bang, là nỗi lo sợ rằng sự thống trị kinh tế của cảng Singapore chắc chắn sẽ chuyển dịch quyền lực kinh tế và chính trị khỏi Kuala Lumpur theo thời gian.

### Căng thẳng sắc tộc
Căng thẳng sắc tộc gia tăng đáng kể chỉ trong vòng một năm. Mặc dù chính phủ Malaysia đã nhượng quyền công dân cho nhiều người nhập cư gốc Hoa sau khi giành được độc lập, người Hoa ở Singapore vẫn coi thường các chính sách hành động tích cực của Liên bang, theo đó chính phủ Malaysia trao các đặc quyền cho người Mã Lai theo Điều 153 của Hiến pháp Malaysia. Người Mã Lai được hưởng các lợi ích về tài chính và kinh tế và Hồi giáo được công nhận là quốc giáo, mặc dù những người không theo đạo Hồi vẫn được quyền tự do tín ngưỡng. Người Mã Lai và người Hồi giáo ở Singapore ngày càng dễ bị kích động bởi những cáo buộc của Chính phủ Liên bang cho rằng PAP đang đối xử bất công với người Mã Lai.
Nhiều cuộc bạo loạn chủng tộc đã xảy ra và lệnh giới nghiêm thường xuyên được áp dụng để lập lại trật tự. Những cuộc bạo loạn này được gọi chung là cuộc bạo loạn chủng tộc năm 1964, trong đó cuộc bạo loạn lớn nhất và đẫm máu nhất xảy ra vào ngày 21 tháng 7 năm 1964. Sự kiện trước đó ngay lập tức là bài phát biểu của Syed Jaafar Albar, được Phó Thủ tướng Liên bang Abdul Razak Hussein ủng hộ, tại Rạp chiếu phim New Star ở Pasir Panjang vào ngày 12 tháng 7 năm 1964, trong đó ông lên án Lý Quang Diệu là kẻ áp bức và cho rằng số phận của người Mã Lai thậm chí còn tồi tệ hơn trong thời kỳ thuộc Nhật. Ông tuyên bố trước đám đông phấn khích gồm hàng ngàn người Mã Lai rằng "nếu chúng ta đoàn kết, không có bất kỳ thế lực nào trên thế giới này có thể chà đạp chúng ta... Dù trước mặt chúng ta có là một Lý Quang Diệu hay là đến một ngàn Lý Quang Diệu đi chăng nữa... chúng ta quyết sẽ tiêu diệt chúng". Đám đông phản ứng nhiệt tình với những tiếng kêu đòi bắt giữ Lý và Othman Wok, và đòi giết chết họ một cách đay nghiến. Các sự kiện leo thang trong tuần tiếp theo, lên đến đỉnh điểm trong một bài báo trên tờ Utusan Melayu ngày 20 tháng 7 năm 1964 có tiêu đề 'Thách thức tất cả người Mã Lai đối với tất cả người Mã Lai – Thanh niên UMNO; Lý Quang Diệu bị lên án; Giáo viên buộc học sinh ngửi thịt lợn – Biểu tình'. Ngày hôm sau, ngày 21 tháng 7 năm 1964, các cuộc bạo loạn chủng tộc nổ ra trong đám rước mừng sinh nhật Muhammad (Mawlid) gần Nhà máy khí đốt Kallang, khiến 4 người chết và 178 người bị thương vào cuối ngày đầu tiên đó, và 23 người chết và 454 người bị thương vào thời điểm cuộc bạo loạn bị dập tắt. Nhiều cuộc bạo loạn nổ ra vào tháng 9 năm 1964. Giá thực phẩm tăng vọt khi hệ thống giao thông bị gián đoạn trong thời gian bất ổn, gây thêm khó khăn.
Tình hình chính trị bên ngoài cũng căng thẳng vào thời điểm đó, khi Indonesia tích cực phản đối việc thành lập Liên bang Malaysia. Tổng thống Sukarno của Indonesia tuyên bố tình trạng Konfrontasi (Đối đầu) chống lại Malaysia và khởi xướng các hành động quân sự và các hành động khác chống lại quốc gia mới, bao gồm vụ đánh bom Nhà MacDonald ở Singapore vào tháng 3 năm 1965 do lực lượng biệt kích Indonesia thực hiện khiến ba người thiệt mạng. Indonesia cũng tiến hành các hoạt động kích động người Mã Lai chống lại người Hoa kiều.

## Trục xuất khỏi Liên bang Malaysia
Vào ngày 7 tháng 8 năm 1965, Thủ tướng Tunku Abdul Rahman đã khuyên Quốc hội Malaysia nên bỏ phiếu trục xuất Singapore khỏi Malaysia, bởi lẽ ông nhận ra rằng không còn giải pháp nào khác để tránh đổ máu thêm nữa. Bất chấp những nỗ lực cuối cùng của các nhà lãnh đạo PAP, bao gồm cả Lý Quang Diệu, nhằm duy trì Singapore như là một bang của Malaysia, Quốc hội đã bỏ phiếu với tỷ lệ 126–0 vào ngày 9 tháng 8 năm 1965 để trục xuất Singapore, trong khi các thành viên Quốc hội từ Singapore vắng mặt. Ngày hôm đó, ông Lý Quang Diệu đã rơi nước mắt khi tuyên bố Singapore là một quốc gia độc lập, có chủ quyền và đảm nhiệm vai trò Thủ tướng của quốc gia mới. Bài phát biểu của ông bao gồm những lời này: "Tôi muốn nói với tôi rằng đó là khoảnh khắc đau khổ vì cả cuộc đời tôi… mọi người thấy đấy, toàn bộ cuộc sống trưởng thành của tôi… Tôi đã tin vào sự hợp nhất và thống nhất của hai vùng lãnh thổ này. Như mọi người biết đấy, đó là một dân tộc gắn kết với nhau bằng địa lý, kinh tế và quan hệ họ hàng…"

### Những quan niệm sai lầm phổ biến về bản chất của việc trục xuất
Trong khi trước đây kiến thức phổ biến trong lịch sử cho rằng Singapore đã bị chính quyền trung ương ở Kuala Lumpur trục xuất đơn phương khỏi Liên bang, thì đã có một bí mật công khai liên quan đến sự tồn tại của các tài liệu được phân loại từ một trích dẫn "Hồ sơ Albatross" (trích từ một cuộc phỏng vấn những năm 1980, trong đó Ngô Khánh Thụy gọi việc sáp nhập với Malaysia là "một con Albatross quanh cổ [họ]"), tiết lộ rằng ngay từ tháng 7 năm 1964, các cuộc đàm phán đã bắt đầu giữa PAP và Liên minh. Trong một lá thư tay, Lý Quang Diệu đã chính thức ủy quyền cho Ngô Khánh Thụy đàm phán với ban lãnh đạo Liên minh để đàm phán và lập kế hoạch cho việc Singapore cuối cùng rời khỏi Liên bang, và trong năm tiếp theo, hai đảng đã phối hợp để sắp xếp các vấn đề sao cho khi Tunku tuyên bố trục xuất Singapore và PAP "bị buộc" phải thành lập một chính phủ độc lập, thì điều đó sẽ được trình bày như một "sự đã rồi" không thể bị đe dọa bởi sự phản đối hay phản đối của người dân, vốn vẫn ủng hộ việc sáp nhập. Sau khi gặt hái được những lợi ích chính trị từ Chiến dịch Coldstore, sự suy yếu của phe cánh tả Singapore, việc bắt giữ các nhà lãnh đạo chủ chốt của Barisan Sosialis như Lâm Thanh Tường, Lý Quang Diệu và Ngô Khánh Thụy đều tin rằng động thái này sẽ mang lại cho Singapore "điều tốt nhất của cả hai thế giới", vừa tách biệt khỏi tình trạng hỗn loạn cộng đồng mà họ tin rằng chắc chắn sẽ nhấn chìm Malaysia trong khi vẫn giữ được những lợi ích kinh tế từ việc tiếp cận thị trường Malaysia. Các tài liệu của Hồ sơ Albatross này đã được công bố sẽ được giải mật và công khai hoàn toàn vào năm 2023; một số phần của hồ sơ này trước đây đã được tiếp cận hạn chế trong một cuộc triển lãm của Bảo tàng Quốc gia Singapore vào năm 2015.

### Thay đổi bộ máy nhà nước
Theo một sửa đổi hiến pháp được thông qua vào tháng 12 năm đó, nhà nước mới sẽ lấy tên Cộng hòa Singapore, với phó vương hoặc Yang di-Pertuan Negara, Yusof Ishak, trở thành Tổng thống đầu tiên, và Hội đồng Lập pháp trở thành Quốc hội Singapore. Những thay đổi này được thực hiện vào ngày Singapore rời khỏi Malaysia. Đô la Malaysia và Borneo thuộc Anh vẫn là tiền tệ thanh toán hợp pháp cho đến khi đô la Singapore được phát hành và đưa vào lưu thông vào năm 1967. Trước đó, đã có những cuộc thảo luận về một đơn vị tiền tệ chung giữa các chính phủ Malaysia và Singapore. Trong khi đó tại Malaysia, Singapore không còn đại diện trong Quốc hội Liên bang, tuy nhiên Tòa án tối cao Singapore vẫn là một phần của Tòa án Liên bang Malaysia cho đến năm 1969.

### Phản ứng từ các quốc gia thành viên khác
Việc trục xuất Singapore đặc biệt khiến các nhà lãnh đạo chính trị ở Sabah và Sarawak tức giận, hai đối tác xây dựng quốc gia khác của Singapore, vì không được cả Chính phủ Liên bang và Chính quyền Tiểu bang Singapore tham khảo ý kiến.  Trong số đó, Thủ hiến Sabah Fuad Stephens, hay còn gọi là Donald Stephens tại thời điểm đó, đã viết trong bức thư gửi Lý Quang Diệu rằng: "Tôi cảm thấy như đã chết. Tôi chìm trong nước mắt, đau khổ và cảm thấy hoàn toàn lạc lối và bị phản bội. Kể cả trong mơ, tôi cũng không bao giờ thấy điều này xảy ra". Tại Thượng viện, Vương Kỳ Huy (王其輝), chủ tịch Đảng Nhân dân Thống nhất Sarawak (SUPP) đã đặt nghi vấn liên quan đến sự tồn tại của Malaysia sau khi Singapore rời khỏi liên bang, đồng thời nói thêm rằng Hiệp định Malaysia được đàm phán và ký kết giữa tất cả các bên thành lập nên đất nước này. Abdul Razak Hussein, Phó Thủ tướng Malaysia, trong bài phát biểu trước Hội sinh viên tốt nghiệp Đại học Malaya tại Nhà hát Nghệ thuật ở Thung lũng Pantai, Kuala Lumpur vào ngày 1 tháng 9 năm 1965, đã phủ nhận các cáo buộc và giải thích rằng quyết định được đưa ra và công bố một cách bí mật do Konfrontasi. 

## Đơn vị hành chính
Khi còn là một bang của Malaysia, Singapore được chia thành 34 mukim và một khu vực thị trấn, bản thân nó được chia thành 30 phân khu. 
1. Telok Blanga (Telok Blangah)
2. Tanglin
3. Pasir Panjang
4. Ulu Pandan
5. Pandan
6. Peng Kang
7. Tuas
8. Bajau
9. Choa Chu Kang
10. Jurong
11. Kranji
12. Lim Chu Kang
13. Sembawang
14. Mandai
15. Ulu Kalang
16. Bukit Timah
17. Toa Payoh
18. Ang Mo Kio
19. North Seletar
20. South Seletar
21. Punggol
22. Saranggong (Serangoon)
23. Paya Lebar
24. Kalang
25. Gelang
26. Siglap
27. Bedok
28. Ulu Bedok
29. Tampines
30. Teban
31. Changi
32. Pulau Ubin
33. Pulau Tekong
34. Other Islands